# Обикновен бюлбюл
Обикновеният бюлбюл (Pycnonotus barbatus) е вид птица от семейство Бюлбюлови (Pycnonotidae). Видът е незастрашен от изчезване.

## Разпространение
Разпространен е в Алжир, Ангола, Бенин, Ботсвана, Буркина Фасо, Бурунди, Камерун, Централна Африканска Република, Чад, Демократична република Конго, Република Конго, Кот д'Ивоар, Джибути, Египет, Екваториална Гвинея, Еритрея, Етиопия, Габон, Гамбия, Гана, Гвинея, Кения, Либерия, Малави, Мали, Мавритания, Мароко, Мозамбик, Намибия, Нигер, Нигерия, Руанда, Сенегал, Сиера Леоне, Сомалия, Южна Африка, Судан, Свазиленд, Танзания, Тунис, Уганда, Замбия и Зимбабве.